# Eikyū kazoku
Eikyū kazoku (永久家族?) è un anime OAV diretto da Koji Morimoto, basato sulla sceneggiatura originale di quest'ultimo e di Sato Hiroshi.
L'anime contava originariamente cinquantatré episodi di trenta secondi l'uno, che sono poi stati riuniti in un unico lungometraggio uscito in Giappone il 23 luglio del 2004 in formato DVD.

## Trama
L'attore disoccupato Ben viene assunto insieme ad un gruppo di sconosciuti - dall'età e dal sesso diversi - per girare un programma televisivo in cui devono recitare come se fossero una famiglia, spiata ventiquattro ore su ventiquattro. Per rendere tutto più credibile a tutti i protagonisti, eccetto Ben, viene effettuato il lavaggio del cervello, cui segue poi un trapianto di ricordi fittizi.
La trasmissione, trasmessa in tutta Champon City, ha un grande successo finché un giorno, a seguito di un guasto all'impianto idraulico della casa di isolamento in cui è segregata la famiglia, tutti gli "attori" si ritrovano liberi nel mondo esterno. La stazione televisiva, incapace di accettare l'arresto del programma e la perdita della fortuna che ne è derivata, decide di mettere una taglia su ogni membro della famiglia disperso.
Via via tutti i familiari vengono catturati e riportati alla stazione tv, dove proprio mentre vengono di nuovo sottoposti alla pulizia cerebrale, il macchinario si rompe e i suoi effetti neurali si riversano sugli impiegati televisivi.

## Personaggi
Ben Hanada
Doppiato da Masashi Hirose
Il capofamiglia. Unico membro della famiglia a non aver subito il lavaggio del cervello. Porta sempre legata alla propria schiena una bambola gonfiabile che nasconde una telecamera nascosta dello studio.
Akiko
Doppiata da Yūko Mizutani
La figlia maggiore. Alla ricerca disperata del suo darling (uomo di cui ricorda vagamente solo il volto), tende ad incendiare qualsiasi cosa con cui venga a contatto a causa della sua piromania.
Tamasaburo
Il cane di famiglia. Ricoperto in maniera anormale di pelo, viene spesso preso di mira per i crudeli giochi di Michael.
Michael
Doppiato da Wasabi Mizuta.
Il figlio più piccolo. Nonostante la tenera età, dimostra una spiccata propensione alla crudeltà verso gli animali ed all'utilizzo imprudente di oggetti appuntiti, come il paio di forbici dalle quali si separa raramente.
Sasuke
Doppiato da Kappei Yamaguchi
Il figlio maggiore. L'irruenza e la violenza rendono Sasuke un soggetto turbolento e dalla predisposizione "vandalica" verso oggetti e persone; senza alcun rispetto per l'autorità genitoriale, si lascia tranquillamente sorprendere mentre usa bombolette spray sulle pareti di casa.
A-ko
Madre della famiglia e moglie di Ben. Soffre di gravi attacchi di costipazione.
Sae
La figlia minore. Chiusa in se stessa, Sae si è rifugiata in una volontaria forma di mutismo, di cui non sembra particolarmente soffrire grazie alla marionetta che impiega come compagna ed unico ponte con la realtà.
Il Pollo
Donato alla famiglia dallo studio come cibo vivente, il pollo viene invece adottato come animale domestico. Nonostante la condizione animale, durante la fuga cittadina il pollo si rivela essere una creatura particolarmente intelligente e carismatica al punto da capeggiare una banda di pennuti suoi simili per sfuggire alla cattura dello studio di produzione.
Xavier
Doppiato da Ken'ichi Ogata
Capo della stazione televisiva. Si presenta fisicamente vestito come Francesco Saverio. È lui ad assumere Ben.